# Montbronn
Montbronn es una comuna francesa situada en el departamento de Mosela, en la región de Gran Este.

## Demografía
| 1649 | 1755 | 1791 | 1743 | 1698 | 1668 | 1629 |
| Para los censos de 1962 a 1999 la población legal corresponde a la población sin duplicidades (Fuente: INSEE [Consultar]) |      |      |      |      |      |      |